# Elena Floriča
Elena Cristina Floriča (født 11 Maj 1992 i Rumænien) er en rumænsk håndboldspiller, som spiller for HCM Râmnicu Vâlcea i Rumænien og Rumæniens håndboldlandshold.